# Júlio Sanderson
Júlio Arantes Sanderson de Queiroz (Aiuruoca, 30 de março de 1914 – Aiuruoca, 29 de julho de 2002) foi um médico brasileiro formado em Medicina na Universidade Federal do Rio de Janeiro, professor e poeta. Exerceu a medicina até o último momento de sua vida. Possui vários livros de sua autoria. Sua casa tornou-se um museu na cidade de Aiuruoca.

## Vida
Júlio nasceu em 30 de março de 1914 em Aiuruoca. Formou-se na década de 40 no Rio de Janeiro e lá construiu grande parte de sua história. Foi professor de Clínica Cirúrgica da Faculdade de Ciências Médicas, fundador da Escola de Auxiliares de Enfermagem e Secretário de Saúde da cidade do Rio de Janeiro. Destacou-se por todo Brasil sendo o criador da Residência Médica no Brasil e Secretário de Planejamento do Ministério da Saúde do Governo Itamar Franco. Na área literária, dedicava horas à escrita de poemas, artigos e livros. Foi diretor do Departamento Cultural da Associação Médica Brasileira e redator da Revista Brasileira de Medicina. Escreveu, entre outros, os livros Reflexões sobre Ética Médica, A Morte é notícia – A Cura é anônima e Heróis de Curar, pelo qual foi entrevistado no programa do Jô Soares e recebeu o prêmio da Academia Brasileira de Médicos Escritores, da qual já presidiu.
Em Aiuruoca, foi chefe do Serviço de Cirurgia do Hospital S. V. P. e investiu no Hospital de Aiuruoca, construído por seu pai e considerado um dos melhores da região. Movimentava a cidade promovendo vários eventos sociais e culturais. Não teve filhos e fundou a Confraria da Lagoa Mansa com a intenção da entidade prezar pela vida sócio-cultural de Aiuruoca e muitos de seus bens seriam doados à Confraria. Faleceu antes de formalizar suas intenções em setembro de 2002, de falência múltipla dos órgãos, poucos anos após a morte de sua esposa Maria de Lourdes Câmara Lacerda de Queiroz.